# Erich Cuntz
Erich Cuntz (23 dicembre 1916 – 1º giugno 1975) è stato un hockeista su prato tedesco.

## Palmarès

### Olimpiadi
- 1 medaglia:
  - 1 argento (Berlino 1936)